# Prem Dan
Prem Dan (indisch für Geschenk der Liebe) ist eine im Jahre 1975 gegründete internationale Hilfsorganisation. Ins Leben gerufen wurde sie von der indischen Ordensschwester Felicity Morris. Die Organisation kümmert sich hauptsächlich um die Opfer der Armut in Bombays Slums. 
Das Kinderhilfsprojekt beschränkt sich nicht auf kurzfristige Unterstützung in Notsituationen. Die Hilfe Prem Dans zielt auf die langfristige Verbesserung der Lebensbedingungen und die dauerhafte Befreiung der Kinder aus Not und Elend. Prem Dans Philosophiemotto lautet:
„Hilf den Kindern sich selbst zu helfen!“

## Hilfe zur Selbsthilfe
Prem Dans Hilfen zur Selbsthilfe gliedert sich wie folgt:
- Bildung - Prem Dans Kinder erhalten dank der Unterstützung  ihrer Paten eine fundierte Schulbildung. Sie verbessert die Chancen auf eigenes Einkommen, erhöht die Eigenständigkeit und ist der Schlüssel für den Weg aus der Armut.
- Ernährung - Jedes zweite Slumkind ist unterernährt. Die Kleinen sind deshalb besonders anfällig für Krankheiten. Die Kinder Prem Dans können sich dank einer regelmäßigen Ernährung gesund entwickeln.
- Gesundheit ist ein weiteres Menschenrecht für das Schwester Felicity sorgt. Im Krankheitsfall sorgt sie für ärztliche Betreuung und Medikamente.

Menschliche Zuwendung und Mitgefühl sind die Antwort  auf die Frage, wie man den unzähligen Kindern in Bombays Slums, die in Not und Elend geboren sind, helfen kann.
Sie zeigt den Kindern, dass ungeachtet der Herkunft aus den niedrigsten Kasten jemand an sie und  die Zukunft glaubt. 

## Umfang der Hilfe
Zurzeit werden etwa 800 Kinder im Alter von vier bis sechzehn Jahren betreut. Prem Dan finanziert sich ausschließlich aus Spenden und Patenschaftsbeiträgen und ist politisch unabhängig.

## Weblink
- Offizielle Website